# 司馬寶
司馬寶（?—?），字弘文，东晋宗室，晋元帝玄孙，武陵威王司馬晞曾孙。
太元九年（384年）正月庚子，晋孝武帝封司馬寶出继晋简文帝之子司马郁，袭封临川王（治今江西省抚州市西南）。历任秘书监、太常、左将军，转任散骑常侍、护军将军。桓玄篡位时，逼司马宝请晋安帝自为手诏，于是夺取国玺。刘裕平定桓玄后，司马宝子司馬脩之为司马道子嗣，为会稽王。司马宝子司馬安之为司馬蘊（司馬晞之孙）嗣，为淮陵王。刘宋建立后，以司马宝为金紫光禄大夫，降为西丰侯，食邑千户。
| 前任： 司马郁 | 晋朝临川王 384年－420年 | 繼任： 国除 |